# Alonso Ramírez de Vergara y Arellano
Alonso Ramírez de Vergara y Arellano fue un eclesiástico español del siglo XVI.

## Biografía
Hijo legítimo de Juan Ramírez de Vergara y Arellano y de Juana de Vergara, nació en la localidad onubense de Cala. Fue colegial mayor y rector de la Universidad de Alcalá, canónigo magistral de la Santa Iglesia de Cuenca y consultor de la Inquisición. Se cuenta que habría rehusado los obispados de Sigüenza, Oviedo y Cuenca, además del cargo de inquisidor general. Fundador del colegio de la Compañía de Jesús en Alcalá, falleció en Cuenca y fue enterrado en la catedral de esta ciudad, si bien más adelante sus restos serían trasladados al colegio de la Compañía de Jesús de Alcalá de Henares.